# Donna Ritchie

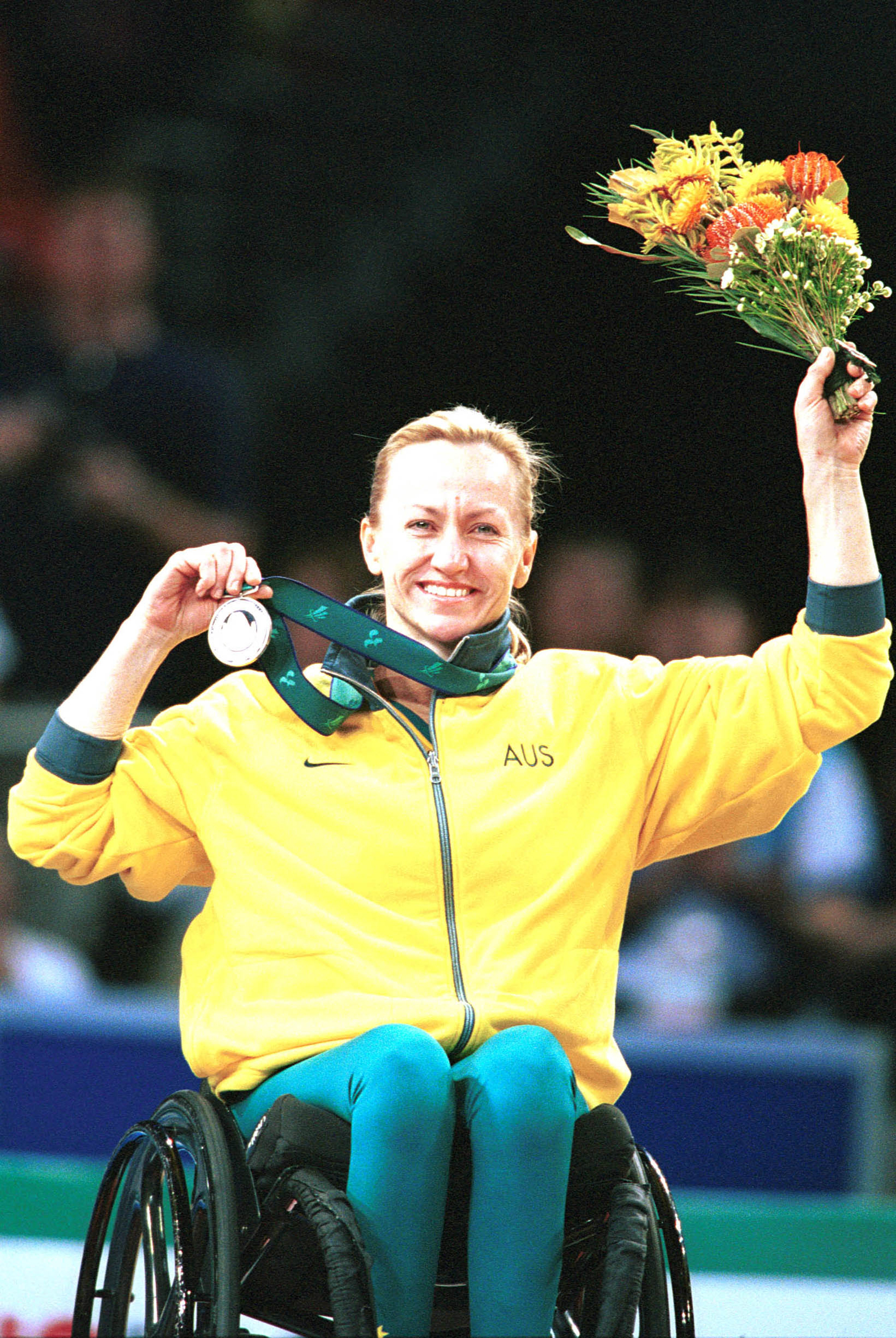
Ritchie celebra con su medalla de plata en los Juegos Paralímpicos de Sídney 2000.

Donna Ritchie (Manly, Australia, 28 de diciembre de 1963) es una jugadora de baloncesto en silla de ruedas de Australia. Fue parte del equipo nacional femenino de baloncesto en silla de ruedas de Australia que ganó la medalla de plata,  en los Juegos Paralímpicos de Sídney 2000.

## Vida personal
Nació el 28 de diciembre de 1963 en Manly, Nueva Gales del Sur. Sus padres eran Ray y Georgina y sus hermanos Sharon y Raymond. Su padre Ray jugó en la liga de rugby de primer grado para los Manly Sea Eagles y fue entrenador de primer grado de 1981 a 1982. A la edad de 23 años, Ritchie se rompió las vértebras T5 y T6 de su columna vertebral después de caer de espaldas de un muro de piedra en la playa de Manly.
Durante los Juegos Paralímpicos de Atlanta 1996, conoció al baloncestista holandés en silla de ruedas Koen Jansens. They married in 1999 and have a son and a daughter. Se casaron en 1999 y tienen un hijo y una hija.
| «Los paralímpicos no tienen tiempo para preocuparse por lo que no funciona, maximizan lo que funciona!»—Donna Ritchie |

En el período previo a los Juegos Paralímpicos de Sídney 2000, Ritchie fue la Gerente de Relaciones Comunitarias del Comité Organizador de los Juegos Paralímpicos de Sídney. Desde diciembre de 1995, ha sido miembro de la junta del Instituto de Deportes de Nueva Gales del Sur. En 2015, es la Gerente General de Inversiones de Telstra Business. y miembro de la junta del Instituto de Deportes de Nueva Gales del Sur.

## Carrera deportiva
Ritchie, mientras se recuperaba de su accidente en el hospital, vio a unos baloncestistas en silla de ruedas entrenarse y esto la llevó a dedicarse a este deporte. Su clasificación en baloncesto en silla de ruedas es de 1,5 puntos. Asistió a tres Juegos Paralímpicos: Barcelona 1992, Atlanta 1996 y Sídney 2000. Los Gliders, equipo nacional de baloncesto femenino, quedó en cuarto lugar en 1992 y 1996 y ganó la medalla de plata en 2000. Fue vice-capitana en los Juegos de 1992 y capitana en los Juegos de 1996 y 2000.
Ritchie fue miembro de los Gliders en tres Campeonatos Mundiales - 1990, 1994 y 1998. Los Planeadores ganaron la medalla de bronce en 1994 y 1998.

## Reconocimiento
- Manly, Nueva Gales del Sur. Pathway of Olympians[11]
- Medalla Deportiva Australiana.[12]
- Salón de la Fama del Deporte de las Playas del Norte - incluido en 2003.[10]